# 皱子白花菜
皱子白花菜（学名：Cleome rutidosperma），臺灣稱平伏莖白花菜、成功白花菜，是山柑科白花菜属的植物。分布于新加坡、马来西亚、缅甸、台湾、菲律宾、印度尼西亚以及中国大陆的云南等地，多生在苗圃、农场、路旁草地、荒地以及常为田间杂草，目前尚未由人工引种栽培。